# Issyk
Issyk (kazakiska: Esik, ryska: Есик, Иссык) är en ort i Kazakstan. Den ligger i oblystet Almaty, i den sydöstra delen av landet, 50 km öster om Almaty.
Orten ligger vid floden med samma namn och några kilometer söderut finns en sjö som likaså heter Issyk. Namnet betyder het på grund av heta källor vid sjön. Sjöns vatten är därför varmt och liknar liksom flodens vatten mjölk i utseende. Året 1963 ägde ett oväder rum och en stor slamlavin gick nerför dalgången.
Året 1969 hittades öster om orten stora gravvårdar och den största hade en diameter av 60 meter. Där fanns inget kvar men i en mindre gravvård hittades en praktfull uniform av en krigare. Fyndet visades först i Almaty och senare i Astana. Uniformen är gjord av läder och den har över 3000 smycken av guld. De flesta smycken är enkla och andra föreställer en tiger eller en häst med vingar. Bredvid upptäcktes en dolk av guld. Vid sjön finns en sanatorium.